# Polizeipräsidium Südhessen
Das Polizeipräsidium Südhessen, mit Sitz in Darmstadt, ist eines von sieben Flächenpräsidien im Bundesland Hessen. Es ist dem Landespolizeipräsidium (LPP) im Hessischen Ministerium des Innern und für Sport unmittelbar nachgeordnet. Die Behörde wurde im Rahmen einer Organisationsreform im Jahre 2001 aus dem früheren Polizeipräsidium Darmstadt und den Polizeidienststellen der Landkreise Bergstraße, Groß-Gerau und Odenwald gebildet.
Die Behörde, untergliedert in vier Abteilungen (Verwaltung, Zentrale Dienste, Einsatz und Abschiebungshafteinrichtung Hessen), hat rund 2000 Mitarbeiter. Unmittelbar bei der Behördenleitung angesiedelt ist das Präsidialbüro mit dem Hauptsachgebiet Presse- und Öffentlichkeitsarbeit, wie auch besondere Funktionen wie Gleichstellungsbeauftragte und Migrationsbeauftragte.

## Aufbau

### Abteilung Verwaltung
Der Abteilung Verwaltung sind die Aufgabengebiete Datenschutz, Rechtsangelegenheiten, Organisation, innerer Dienstbetrieb, Hausverwaltung und -bewirtschaftung, Haushalts-, Kassen- und Rechnungswesen der Behörde, Postzentrum, Personalverwaltung, Personalangelegenheiten sowohl bei den Beamten als auch bei Angestellten und Lohnempfängern und die Aus- und Fortbildung der Bediensteten zugewiesen.

### Abteilung Zentrale Dienste
Die Zentralen Dienste sind das interne Service-Zentrum des Polizeipräsidiums Südhessen und untergliedert sich in drei Hauptsachgebiete Informationsdienste, Informations- und Kommunikationstechnik und Beschaffung / Fahrzeugwesen
Dem Hauptsachgebiet Informationsdienste obliegt die Pflege sämtlicher elektronisch gespeicherter Daten sowie der dazugehörenden Akten. Neben Vorgangsverwaltung und Kriminalaktensammlung gehört die ständige Aktualisierung der Personen- und Sachfahndungsdaten sowie die Eingabe, Veränderung und Löschung von Fall-, Personen- und Sachbeschreibungsdaten im polizeilichen Auskunftssystem POLAS zu den vorrangigsten Aufgaben. Hier erfolgt auch die Freigabe der ungeklärten und geklärten Kriminalfälle für die polizeiliche Kriminalstatistik.
Das Hauptsachgebiet Informations- und Kommunikationstechnik ist verantwortlich für die Administration und Funktionsfähigkeit der Leitstelle, sämtlicher Wachbereiche bei den Polizeidienststellen sowie für die Wartung und Instandhaltung der dazugehörenden Fernmeldegeräte und -verbindungen auch im Hinblick auf den Funkverkehr der Streifen- und Dienstfahrzeuge. Der regionale Benutzerservice mit den Aufgaben PC-Service, Fernschreibsteuerung, Einsatzleitsystem und digitales Bildinformationssystem stellt den Betrieb und die Funktionsfähigkeit der vernetzten Bildschirmarbeitsplätze sicher.
Dem Hauptsachgebiet Beschaffung / Fahrzeugwesen obliegt die Beschaffung, Verwaltung, Lagerung und Ausgabe sämtlicher für das polizeiliche Aufgabenspektrum benötigter Fahrzeuge, Waffen, Geräte, wie auch Büro- und Verbrauchsmaterialien. Wartung, Pflege und Instandhaltung des Fuhrparks zählen ebenfalls zu dem Aufgabengebiet. Die Aus- und Fortbildung der Bediensteten des Vollzugsdienstes obliegt hochqualifizierten Schießausbildern und Einsatztrainern der Dezentralen Integrierten Fortbildung.

### Abschiebungshafteinrichtung Hessen
Dem Polizeipräsidium Südhessen wurde zum Februar 2021 die Abschiebungshafteinrichtung des Landes Hessen für die Unterbringung von insgesamt 80 Personen angegliedert. Die baulichen Erweiterungsmaßnahmen ab August 2018 in der Liegenschaft Marienburgstraße 78 in Darmstadt-Eberstadt haben das Platzangebot von ursprünglich 20 Plätzen für ausreisepflichtige Ausländer erweitert.

### Abteilung Einsatz
Die Abteilung Einsatz regelt grundsätzliche Fragen des Dienstbetriebes und der Organisation. Hier werden Einsätze vorbereitet, Strategien entwickelt, Einsatzkonzeptionen erarbeitet und der Einsatz von Personal und Ausrüstung im Rahmen des täglichen Dienstes und bei besonderen Anlassen geplant. Dem Leiter der Abteilung Einsatz steht für diese Aufgaben ein Abteilungsstab zur Seite. Der Abteilung Einsatz sind die Direktionen (Kriminaldirektion, Direktion Sonderdienst/Verkehr, Polizeidirektionen Bergstraße, Darmstadt-Dieburg, Groß-Gerau, Odenwald) angliedert.

#### Kriminaldirektion
Die in drei Inspektionen gegliederte Kriminaldirektion ist für den gesamten Bereich des Polizeipräsidiums Südhessen zuständig. In der Kriminalinspektion Staatsschutz werden politisch motivierte Straftaten bearbeitet, sie setzt sich aus vier Kommissariaten zusammen:
- Kommissariat ST 10 – Einsatz- und Ermittlungsunterstützung
- Kommissariat ST 20 / 30 – Politisch motivierte Kriminalität Rechts/Links
- Kommissariat ST 40 / 50 – Religiöse/Ausländische Ideologie
- Kommissariat ST 60 – Operative Einheit Staatsschutz (OPE ST)[2]

Die bisherigen Zentralkommissariate
- ZK 20 – Wirtschaftskriminalität, schwere Umweltdelikte, Delikte zum Nachteil von Amtsträgern.
- ZK 30 – Organisierte Kriminalität: Bekämpfung organisierter und organisationsverdächtiger Kriminalität.
- ZK 41 – Erkennungsdienst: Unterstützung der Kommissariate, Reviere und Stationen bei ihrer täglichen Arbeit, Spurensuche und -sicherung an Tat-/Ereignisorten und im Labor, Auswertung der gesicherten daktyloskopischen, kriminaltechnischen und DNA-Spuren, digitale Bild- und Videobearbeitung, erkennungsdienstliche Behandlungen von Personen, Sicherung von Vergleichsmaterial von Tatverdächtigen, Teilnahme an gerichtlich angeordneten Obduktionen, Leichendaktyloskopie.
- ZK 42 – Zeugenschutz, Vermögensabschöpfung: verschiedene interne Serviceleistungen für andere Organisationseinheiten des Polizeipräsidiums Südhessen. Hierzu gehören u. a. Analyse- und Auswertetätigkeiten in dem Bereich Finanzermittlungen.
- ZK 43 – Fahndungs- und Observationseinheit: Observation und Festnahme von Straftätern bei besonderen Gefährdungslagen, Fahndung nach Personen und Sachen
- ZK 44 – Kriminaldauerdienst
- ZK 50 – Cyberkriminalität / Digitale Forensik: Regionale Datenverarbeitungsgruppe (RDVG) und Internetermittlungen sind in der Hauptsache Serviceleistungen für andere Organisationen des Polizeipräsidiums Südhessen in den Bereichen der Elektronischen Datenverarbeitung (EDV) und des Internets an. Die RDVG betreibt in der Hauptsache die Analyse- und Auswertung von Speichermedien. Die Ermittler bekämpfen die Internetkriminalität und sind gleichzeitig Servicedienststelle für die anderen Dienststellen.
- ZK 60 – Auswertung und Analyse der Kriminalitätslage: Operativer Auswertegruppe – örtliche Analysestelle für Organisierte Kriminalität: ASTAK, ASTOK, AST-ST, ZAST, Lagebild[3][4]

wurden zum 1. Mai 2022 in den beiden Kriminalinspektionen Zentrale Ermittlungen und Zentrale Einsatz- und Ermittlungsunterstützung als Sachgebiete unter den Benennungen ZE 10 bis ZE 40 und ZU 10 bis ZU 60 neu gegliedert.

#### Die Regionale Kriminalinspektionen (RKI)
In den vier Flächendirektionen sind RKI-Kommissariate für die klassischen Arbeitsfelder der Kriminalpolizei eingebunden:
- K 10 – Gewaltverbrechen, Vermisstenstelle, Raubstraftaten und Brandursachenermittlung, Sexualverbrechen/Kinderpornographie
- K 21/22 – Bandenmäßige Eigentumskriminalität, Kraftfahrzeugdiebstahl, Wohnungseinbruch
- K 23 – Vermögens- und Fälschungsdelikte
- K 34 – Rauschgiftdelikte
- K 35 – Regionales Querschnittskommissariat – Gemeinsame Arbeitsgruppe ausländische Intensivtäter, Mehrfach- und Intensivtäter (MIT), Besonders auffällige Straftäter unter 21 Jahren (BASU21), nicht in der RKI Odenwald ausgewiesen.

Ein K 24 – Sozialkriminalität Sozialkriminalität, Straftaten zum Nachteil älterer Menschen, Trick- und Taschendiebstahl gibt nur in der RKI Darmstadt-Dieburg. Mit der Organisationsänderung zum 1. Mai 2022 wurden in den vier Kriminalinspektionen unter den Bezeichnungen K 41 bis K 43 (Regionaldelikte) Kommissariate für die Bearbeitung von einfachen und mittleren Straftaten gebildet.

#### Polizeidirektion Bergstraße
Die Polizeidirektion Bergstraße am Fuße der Heppenheimer Starkenburg ist für die Sicherheit und Ordnung im 719 km² großen Landkreis Bergstraße mit seinen etwa 262.500 Einwohnern zuständig. Auf Streife durchquert man vom Hessischen Ried kommend, entlang der Bergstraße in den Odenwald bis ins hessische Neckartal die unverkennbare Landschaft des Dienstbezirks. Auf Grund der besonderen Lage im Dreiländerdreieck, inmitten der Wirtschaftsräume Rhein-Main und Rhein-Neckar, wird Zusammenarbeit auch mit außerhessischen Dienststellen groß geschrieben. Der Sicherheitspartnerschaft Rhein-Neckar gehören – neben der Polizeidirektion Bergstraße – auch die Polizeipräsidien Ludwigshafen und Mannheim sowie die Bundesgrenzschutzinspektion Mannheim an. Im Dienstbezirk gelegen und von besonderer Sicherheitsbedeutung ist das Kernkraftwerk in Biblis. Der Direktion sind folgende Polizeistationen angegliedert:
Polizeistation Bensheim
örtlich zuständig für: Bensheim, Lautertal, Lindenfels, Zwingenberg
Polizeistation Heppenheim
örtlich zuständig für: Heppenheim, Birkenau, Einhausen, Fürth, Lorsch, Mörlenbach und Rimbach
Polizeistation Lampertheim-Viernheim
örtlich zuständig für: Lampertheim, Viernheim, Biblis, Bürstadt, Groß-Rohrheim
Polizeistation Wald-Michelbach
örtlich zuständig für: Wald-Michelbach, Abtsteinach, Gorxheimertal, Grasellenbach, Hirschhorn, Neckarsteinach

#### Polizeidirektion Darmstadt-Dieburg
Die Polizeidirektion Darmstadt-Dieburg ist die größte Polizeidirektion im Bereich des Polizeipräsidiums Südhessen. 420 Bedienstete (Angestellte, Polizeibeamtinnen und -beamte) sorgen für die Sicherheit von rund 435.000 Bürgerinnen und Bürgern in der Stadt Darmstadt und dem Landkreis Darmstadt-Dieburg. Der Direktion sind folgende Polizeireviere und -stationen angegliedert:
1. Polizeirevier und 2. Polizeirevier
zuständig für: das Stadtgebiet Darmstadt
3. Polizeirevier
zuständig für: Darmstadt-Arheilgen, Darmstadt-Wixhausen, Erzhausen, Messel, Weiterstadt
Polizeistation Dieburg
zuständig für: Babenhausen, Dieburg, Eppertshausen, Groß-Umstadt, Groß-Zimmern, Münster (Hessen), Otzberg, Schaafheim
Polizeistation Griesheim
zuständig für: Griesheim
Polizeistation Ober-Ramstadt zuständig für: Fischbachtal, Groß-Bieberau, Modautal, Mühltal, Ober-Ramstadt, Reinheim, Roßdorf
Polizeistation Pfungstadt
zuständig für: Alsbach-Hähnlein, Bickenbach, Pfungstadt, Seeheim-Jugenheim, Darmstadt-Eberstadt (Polizeiposten Eberstadt)

#### Polizeidirektion Groß-Gerau
Die Polizeidirektion Groß-Gerau ist zuständig für 257.300 Einwohner in dem 453 km² Landkreis gleichen Namens. Sie hat ihren Sitz in Rüsselsheim am Main. Zur Direktion gehören die Polizeistationen Bischofsheim, Gernsheim, Groß-Gerau, Kelsterbach, Mörfelden-Walldorf, Rüsselsheim und die Regionale Kriminalinspektion Groß-Gerau (RKI):
Polizeistation Bischofsheim
zuständig für Bischofsheim und Ginsheim-Gustavsburg
Polizeistation Gernsheim
zuständig für: Gernsheim, Biebesheim am Rhein, Stockstadt am Rhein, Klein-Rohrheim, Crumstadt und Philippshospital
Polizeistation Groß-Gerau
zuständig für Groß-Gerau mit Ortsteilen Dornheim und Wallerstädten, Büttelborn mit Ortsteilen Klein-Gerau und Worfelden, Nauheim, Riedstadt mit Ortsteilen Goddelau, Erfelden und Leeheim, Trebur mit Ortsteilen Geinsheim, Astheim, Hessenaue und Kornsand. Die Polizeistation in der gleichnamigen Kreisstadt mit zahlreichen Behörden wie Landratsamt, Amtsgericht und Finanzamt ist die zweitgrößte Station der Polizeidirektion Groß-Gerau. In dem Zuständigkeitsgebiet mit überwiegend ländlicher Struktur liegen weiträumige Ausflugsgebiete in den Rheinauen.
Polizeistation Kelsterbach
zuständig für die Stadt Kelsterbach
Polizeistation Mörfelden-Walldorf
zuständig für Mörfelden und Walldorf
Polizeistation Rüsselsheim
zuständig für: Rüsselsheim mit den Ortsteilen Königstädten und Bauschheim, Raunheim. Im Zuständigkeitsbereich der größten Polizeistation des Kreises befindet sich der Fertigungsstandort der Adam Opel AG (GM) und zahlreiche Klein- und Mittelbetriebe.

#### Polizeidirektion Odenwald
Die Polizeidirektion Odenwald ist zuständig für 96.200 Einwohner im ca. 624 km² Odenwaldkreis. Sie hat ihren Sitz in Erbach. Zur Direktion gehören die Polizeistationen Erbach und Höchst und die Regionale Kriminalinspektion (RKI).
Polizeistation Erbach
zuständig für: Erbach, Michelstadt und Bad König, Mossautal, Brombachtal, Reichelsheim, Fränkisch-Crumbach und Oberzent
Polizeistation Höchst
zuständig für: Höchst im Odenwald, Breuberg, Lützelbach und Brensbach.

#### Direktion Verkehrssicherheit / Sonderdienste (DVS)
Die Direktion Verkehrssicherheit / Sonderdienste ist zuständig für den gesamten Behördenbereich und nimmt in erster Linie die alle Arten der Verkehrsüberwachungsmaßnahmen wahr. In der Direktion werden die Polizeiautobahnstation Darmstadt, der Verkehrsdienst mit den Dienststellen in Darmstadt und der Außenstelle in Erbach, die Wachpolizei und das Diensthundewesen geführt.

## Geschichte der Polizei Darmstadt

### Erste Quellen, die Jahre 1500 bis 1800
- Über die Einrichtungen der Polizei in Darmstadt aus früherer Zeit ist wenig bekannt, aber die Geschichte der Gendarmerie ist ausführlich in dem Buch „Großherzoglich Hessisches Gendarmeriekorps“ (1763–1905) dargestellt.[6][7] Das Wort Polizei lässt sich in Hessen erstmals 1524 nachweisen.[8] Wie überall in Deutschland umfasste der Begriff der guten Ordnung und Polizei damals auch in der Landgrafschaft Hessen und damit auch in Darmstadt praktisch die gesamte Verwaltung. Für die Landgrafschaft Hessen-Darmstadt erscheint das Wort erstmals in der Hofordnung Georgs I. (1547–1596). Der polizeiliche Wachdienst in der Residenzstadt Darmstadt wurde damals von der Bürgerschaft versehen. Weil die Wach- und Pfort-Hut erhebliche Belastungen mit sich brachte, bat die Bürgerschaft 1591, man solle hierfür Soldaten erwerben und deren Unterhalt auf die Gemeinde umschlagen. Die in der Stadt wohnenden Juden waren vom Wachdienst freigestellt, sie mussten aber im 17. Jahrhundert das Öl für die Wachten liefern.

- 1634 erließ Landgraf Georg II. (1605–1661) eine Verordnung über das Gesundheitswesen und die Reinlichkeit in der Stadt. Diebstähle und Betteleidelikte waren damals sehr häufig. Zur Bekämpfung des Bettlerunwesens in Darmstadt gab es sogenannte Bettelvögte, die immer wieder zum schärferen Durchgreifen angehalten wurden. 1660 erhielten sie eine Art Uniform, die aus einem Rock von blaugrauen Tuch mit einer weißen Lilie bestand. Im Interesse der Nachtruhe und der Sicherheit der Bewohner der Residenz erließ Georg II. mehrere Verordnungen. So war der Stadtwachtmeister angewiesen, mit wenigstens acht wehrhaften, mit halben Piken oder dergleichen Gewehren versehenen Männern Straßen und Plätze sowie Wirtshäuser zu begehen und Missetäter gegen die Ruhe und Sicherheit, oder auch solche, die verdächtig waren, zu arretieren. Widerstand durfte auch auf den äußersten Notfall mit umgewandten Gewehren und trockenen Streichen gebrochen werden. Den Nachtwächtern war genau vorgeschrieben, wo sie zu blasen und zu singen hatten. Sehr streng wurde auch die Feuerpolizei gehandhabt.

- Zur besseren Bekämpfung der immer mehr überhandnehmenden Felddiebstähle wurde unter Landgraf Ernst-Ludwig (1667–1739) im Jahre 1699 die Gemarkung der Residenz in sechs Bezirke eingeteilt, von denen jeder von zwei Feldschützen abwechselnd begangen wurde. Besonders genau war die Fremdenpolizei, wie die Dienstinstruktion für die Torschreiber um die Mitte des 18. Jahrhunderts erkennen lässt. Fremde Personen, ausgenommen Standespersonen, wurden stets an das „Neue Tor“ (heute Luisenplatz) verwiesen, wo sie zentral erfasst wurden. Jeder musste außer Stand und Gewerbe auch den Grund seines Besuches und sein Absteigequartier angeben.

### Polizeiverwaltung und Vollzugspolizei in der Landgrafenschaft und dem Großherzogtum Hessen (1803 bis 1918)
- Während das Darmstädter Stadtreglement von 1721 das Wort Polizei noch nicht erwähnt, finden sich am Anfang des 19. Jahrhunderts im Ersten und Zweiten Organisationsedikt der Landgrafenschaft Hessen-Darmstadt vom 12. Oktober 1803 von Landgraf Ludwig X. (seit 1806 Großherzog Ludwig I.) ausführliche Bestimmungen, was zur Polizei gezählt wird, die dem Minister des Innern und den Regierungskollegien übertragen ist.

- Polizei war im älteren Staatsrecht weitgehend gleichbedeutend der inneren Verwaltung. Für Verwaltung, Justiz und Polizei zuständig waren in der Landgrafschaft Hessen-Darmstadt, die mit der Rheinbund-Akte von 1806 zum Großherzogtum Hessen wurde, zunächst Justizbeamte oder Amtleute und auf der örtlichen Ebene Schultheißen oder Zentgrafen. In Darmstadt gab es seit dem 18. Jahrhundert als Besondere Polizeibehörden Polizei-Deputationen zur Koordinierung der tatsächlichen Polizeiaufgaben, die aus Militärs und Zivilbeamten bestanden und unter Aufsicht des Stadtkommandanten, einem staatlich besoldeten Polizeiinspektors.[9] Zur Polizei gehörten auch noch mehrere Feldschützen und Nachtwächter sowie der Stadtkirchenturmmann[10] als Feuermelder und die zum Schutz der Trinkwasserversorgung bestellten Brunnenmeister. Die am 17. Dezember 1820 erlassene Verfassung des Großherzogtums Hessen legte in Artikel 72 fest, dass ohne Zustimmung der Stände des Landtags, kein Gesetz, auch in Bezug auf das Landes-Polizey-Wesen, gegeben, aufgehoben oder abgeändert werden kann. Die in Darmstadt stationierte Abteilung des Landdragoner- und Landschützen-Korps (1811–1822) war für den Polizeidienst außerhalb der Stadt bestimmt. Die beiden Corps wurden 1822 in Gendarmerie umbenannt.[11][6]

- Die Anstellung örtlicher „Polizeidiener“ war nach der Gemeindeordnung von 1821 und späteren Städte- und Gemeindeordnungen eindeutig Angelegenheit der Stadt- und Gemeindeverwaltung, die auch für die Kosten aufzukommen hatte. Auch in den staatlich geleiteten Polizeiverwaltungen wurden nur die leitenden Beamten vom Staat bezahlt, während die eigentliche Polizeimannschaft in Darmstadt mit einem Polizeiwachtmeister und 20 Polizeisoldaten (1835) aus der Stadtkasse zu bestreiten waren. Das großherzogliche Edikt vom 6. Juni 1832 (also ohne Beteiligung des Landtags) hob die am gleichen Tage eingeführte Verwaltungsreform mit der Provinzialregierungen in Darmstadt und die Polizei-Deputationen auf. Die Polizei in der Stadt Darmstadt war künftig als kreisrätliche Polizeiverwaltung dem Kreisrat unterstellt. Das EGPolStrG vom 2. November 1847 führte zur Trennung von Justiz und Verwaltung für das gesamte Großherzogtum Hessen und fasste das materielle Polizeirecht weitgehend zusammen.

- Für die Haupt- und Residenzstadt wurde 1854/55 eine als Stadt-Gendarmerie bezeichnete Gendarmerie-Brigade Darmstadt II mit 2 Brigadiers und 16 Mann aufgestellt, die alle sicherheitspolizeilichen Aufgaben in der Stadt übernahmen und die Zahl der städtischen Polizeisoldaten auf vier reduziert werden konnte. Mit der Neuordnung von 1874 wurde die nunmehr dem Polizeiamt unterstellte Vollzugspolizei auch für Darmstadt wieder kommunalisiert. Die zum 1. Januar 1876 neu formierte städtische Schutzmannschaft bestand zunächst aus vier Revierkommissaren und 39 Schutzmännern. Aus den drei gesondert eingesetzten Kriminalschutzleuten entwickelte sich später neben der für die Polizeireviere zuständigen Inspektion der Schutzmannschaft eine eigene Kriminalabteilung.[9]

- Eine tiefgreifende Änderung des materiellen und formellen Polizeirechts brachten das am 12. Juni 1874 erlassene Gesetz über die innere Verwaltung und Vertretung der Kreise und Provinzen. Innerhalb deutlich engeren Handlungsgrenzen wurde hinsichtlich der Organisation bestimmt, dass der Stadtbürgermeister bzw. der staatliche Beamte, dem die Ausübung der städtischen Polizei übertragen ist, in Ausübung der Lokalpolizei dem Kreisamt untergeordnet ist. In Darmstadt wurde am 22. August 1874 mit der Verordnung betr. die Organisation der Polizeiverwaltung in der Haupt- und Residenzstadt zur Verwaltung der Lokalpolizei als besondere staatliche Behörde ein Polizeiamt Darmstadt errichtet, das auch weiterhin unter Aufsicht und Leitung des mit der Provinzialdirektion in Personalunion verbundenen Kreisamts blieb.[9] Ihm wurde anstelle des Kreisamtes die Verwaltung der Lokalpolizei in Darmstadt übertragen. Damit beginnt die Geschichte des Darmstädter Polizeipräsidiums. Das Amt bezog das Gebäude Hügelstraße 31/33, in dem noch im Jahr 1882 im II. und III. Stock das Großherzogliche Amtsgericht Darmstadt I. untergebracht war. Weiterhin befand sich dort das Fundbüro, welches von einem Wachtmeister verwaltet wurde. Dieses Gebäude wurde aber bereits zum Teil schon seit 1840 von der Polizei genutzt. Ein weiteres Dienstgebäude gab es später in der Wilhelm-Glässing-Straße (Steinstraße) 21/23, in dem auch im Jahr 1940 das Meldeamt, Paßstelle, Wehrdienststelle und das Kommando der Schutzpolizei untergebracht war.

- Bereits am 31. Dezember 1875 trat eine Änderung der vollzugspolizeilichen Organisation in Kraft. Im Zuge der Modernisierung und Verbesserung des Vollzugspolizeiwesens war auch in Darmstadt eine Schutzmannschaft aus den bisherigen Vollzugspolizeikräften gebildet worden, die zunächst aus vier Revierkommissaren und zweiundvierzig Schutzmännern bestand, von denen drei den Fahndungsdienst versahen und Kriminalfälle bearbeiteten. Die Stadt war in vier Reviere eingeteilt, deren Bezirk je rund 10 000 Einwohner umfasste. Die Beamten waren städtisch. Lediglich der Außendienstleiter, der dem Amtsvorstand unterstand, war staatlicher Beamter. Die wöchentliche Dienstzeit betrug 77 Stunden. Rund 21 Stunden davon entfielen auf Nachtdienst. Die Tätigkeit der Polizeibeamten war neben dem allgemeinen Posten- und Patrouillendienst sehr umfangreich. 1879 fielen beispielsweise an: 500 Verhaftungen, 1500 Polizeianzeigen, 200 Meldungen, 4000 Meldebescheinigungen, 1089 Ladungen, 21 662 Steuerzettelaustragungen, 590 Impfladungen und 4925 sonstige Verfügungen.

- 1888, nach der Eingemeindung Bessungens, bestanden fünf Reviere. 1892, bei rund 60 000 Einwohnern, betrug die Stärke der Vollzugspolizei 98 Beamte. Nachdem bereits 1878 zur Entlastung der durch den umfangreichen Dienst sehr stark in Anspruch genommenen Vollzugsbeamten die Feldpolizei auf den Bürgermeister (seit 1879 Oberbürgermeister) übertragen worden war, wurde dieser 1898 zur weiteren Entlastung der Ortspolizei und aus technischen Gründen auch mit der Baupolizei, der Feuerpolizei in baulicher Hinsicht sowie der Wohnungspolizei betraut. Wie stark das Polizeiamt belastet war, geht aus dem Jahresbericht von 1897 hervor: Die 98 Vollzugsbeamten hatten 79023 Ladungen, Briefe, Steuerzettel, Gestellungen usw. zuzustellen. 1270 Kriminalfälle wurden bearbeitet. Ins Polizeigefängnis eingeliefert wurden 1115 Personen. Ferner war das Amt mit umfangreichen Aufgaben zum Melde- und Gesindewesen, Vermisste, Vorführung von Schulkindern, Schulstrafen, Reiselegitimationen, Leumundszeugnisse, Vorstrafenverzeichnisse, Konzerte, Tanzbelustigungen, öffentliche Darstellungen, Zwangserziehung, Tierquälerei, Konkubinat, Prostitution, Feierabendstunde, Wandergewerbeschein, Arbeitsbücher, Betriebsrevisionen, Marktverkehr, Kaminfegerwesen, Droschkenwesen, Gaststättenwesen, Straßenpolizei, Fremdenpolizei, Feuerlösch- und Feuerpolizei, Baupolizei, Sanitätspolizei und Schlachtwesen befasst.

- Ein wesentliches und unentbehrliches Hilfsmittel im Polizeidienst war inzwischen das Telefon geworden. 1897 bestand eine Zentrale im Amtsgebäude Hügelstraße mit einem Anschluss an die Einrichtungen der Reichstelegrafenverwaltung. Wegen des starken Bevölkerungszuwachses musste bereits 1901 ein 6. Polizeirevier eingerichtet werden. Die Vollzugspolizei bestand nun aus 121 Revierpolizeibeamten und sechs Meldeschreibern.

- Eine erhebliche Verbesserung des vollzugspolizeilichen Dienstes brachte die Einrichtung einer selbständigen Kriminalabteilung beim Polizeiamt Darmstadt gemäß dem Erlass vom 29. Juni 1907. Zum Abteilungsvorstand unter der Oberaufsicht des Amtsleiters wurde der Polizeirat Kraemer berufen. Neben ihm bestand die Abteilung aus zwei Wachtmeistern und fünf Schutzmännern, von denen einer für die Sittenpolizei zuständig war.

- Durch den Erlass des Gesetzes die Städteordnung betreffend vom 8. Juni 1911 trat gegenüber dem Rechtszustand von 1874 praktisch keine Änderung ein. (Das hier niedergelegte Polizeiverfahrensrecht galt für den ehemals hessisch-darmstädtischen Landesteil im Wesentlichen bis zum Inkrafttreten des Hessischen Polizeigesetzes vom 10. November 1954, das Organisationsrecht weitgehend sogar bis zum Inkrafttreten des Hessischen Gesetzes über die öffentliche Sicherheit und Ordnung am 1. Januar 1965).

- Im Oktober 1911 wurde ein 7. Polizeirevier eingerichtet. Im Vollzugsdienst waren nunmehr insgesamt 138 Bedienstete beschäftigt. Während des Ersten Weltkrieges wechselte die Stärke des Amtes häufig. Die Aufgaben nahmen immer mehr zu. In verstärktem Maße machte man von der Einrichtung einer Hilfsschutzmannschaft Gebrauch. 1917 erhielt der Vorstand den Titel Polizeidirektor. An der Organisation änderte sich jedoch bis zum militärischen Zusammenbruch des Deutschen Reiches 1918 nichts.[12]

### Ehemalige Standorte der Polizeireviere und weitere Dienststellen
- 1. Revier: 1874–1886 Altes Rathaus am Marktplatz 8, 1887–1889 Kirchstraße 22 (1880 war in diesem Gebäude auch das Großherzogliche Ortsgericht Darmstadt, Kyritz'sche Haus), 1890–1933 Kirchstraße 9 (heute Hotel Bockshaut), 1934–2010 Residenzschloss Darmstadt, seit 2010 Bismarckstraße 16.
- 2. Revier: 1874–1880 im ehemaligen Jägertor, 1880–1935 Alexanderstraße 26 (Jägertor), 1935–1972 verlegt in die Heinrichstraße 127, da das Anwesen Alexanderstraße 26 die NSDAP-Ortsgruppe Darmstadt-Schloßgarten belegte. Die Dienststelle wurde später in 3. Polizeirevier umbenannt; dann wieder in 2. Polizeirevier und ist seit 1992 im Polizeipräsidium in der Klappacher Straße 145 untergebracht.
- 3. Revier: 1876 Bleichstraße 1 (im Arresthaus), 1888 Grafenstraße 9 (1882 war dort das Pfandhaus und die Hospitalverwaltung),[13] 1900 Lagerhausstraße 23 (heute: Julius-Reiber-Straße), 1915–1927 Lagerhausstraße 5, 1933–1944 Landgraf-Philipps-Anlage 9 (mit Polizeiposten Waldkolonie: Rabenaustraße 31), 1944 Viktoriastraße 31 (Goetheschule). Die Dienststelle wurde 1972 in 2. Polizeirevier umbenannt.
- 4. Revier: 1876 Hügelstraße 31, 1880–1900 Wilhelminenstraße 35, 1900–1905 Kirchstraße 22, 1905–1934 Waldstraße 21 (Adelungstraße), 1934–1949 Robert-Schneider-Straße 66 (früher Schwanenstraße).
- 5. Revier: 1880–1933 (Bessunger Ludwigstraße 4, ehem. Bessunger Rathaus) heute: Ludwigshöhstraße, 1933 Heidelberger Straße 47, 1941–1949 Noackstraße 9 (mit Polizeiposten Heimstättensiedlung, Am Kaiserschlag 44). In der Noackstraße Nr. 5 befand sich 1944 die Waffen- und Kleiderkammer.
- 6. Revier: 1901–1924 Nieder-Ramstädter Straße 51, 1927 Heinrichstraße 127, 1944 Dst.-Arheilgen, Messeler Straße 16, 1949 Dst.-Arheilgen, Dieburger Straße 16. Umbenannt in 3. Revier und bis 2015 in der Messeler Straße 20. Seit 2015 in der Röntgenstraße 20.
- 7. Revier: 1911–1934 Schwanenstraße 66 (heute: Robert-Schneider-Straße), (im Jahr 1934 in 4. Revier geändert).
- 7. Revier: 1944 Eberstadt – Oberstraße 11.
- 7. Revier: 1949 Eberstadt – Oberstraße 9.

- Bahnhofswache: 1892–1912 Steubenplatz (Main-Neckar-Bahnhof und Ludwigsbahnhof).
- Bahnpolizeiwache: Am Hauptbahnhof 20. Vorsteher war der Leiter des 3. Revier (1915–1927) in der Lagerhausstraße 5.
- Bereitschaftspolizei: Holzhofallee 25 (1933), Leiter des Außendienstes und der Bereitschaftspolizei beim Polizeiamt Darmstadt zunächst dessen Dienstgebäude Hügelstraße 31–32; für das Kommando der Schutzpolizei ab 1938/39 Wilhelm-Glässing-Straße 23
- Gendarmeriekorps: 1874 Grafenstraße 6, 1900 Schloßgartenstraße 61.
- Hessische Landespolizeischule Darmstadt: Holzhofallee 36 (1924/1927).
- Kriminalzentrale für Hessen, später Landeskriminalpolizeiamt bzw. Kriminalpolizeistelle: ab 1926 Steinstraße 21, 1929 umbenannt in Wilhelm-Glässing-Straße 21; ab 1933 in der Polizeidirektion, Hügelstraße 31–33; ab September 1944 Landgraf-Georg-Straße (Rundeturmschule).
- Landesgendarmerie-Direktion bzw. den Kommandeur der Landesgendarmerie bis 1924 in der Gendarmeriekaserne Schloßgartenplatz 14 (vor 1911 Schloßgartenstraße 61), 1933 am Sitz der Polizei-Abteilung im Staatsministerium Adolf-Hitler-Platz 2, 1936/37 Rheinstraße 10. 1939 wieder am neuen Sitz der Polizei-Abt. II Neckarstraße 17
- Ministerium des Innern, den Staatskommissar für das Polizeiwesen, den Landespolizeipräsidenten sowie die nachfolgenden Polizei-Abt. Ia bzw. II der Landesregierung: Luisenplatz 2 (Kollegiengebäude), 1935 umbenannt in Adolf-Hitler-Platz 2 und 1939 verlegt in die Neckarstraße 17
- Polizeiamt, später Polizeidirektion, dann Polizeipräsidium Darmstadt das Polizei-Dienstgebäude Hügelstraße 31–33 (bereits seit den 1840er Jahren, bis 1876 gemeinsam mit der Kreisverwaltung), 1924 Verwaltung der Schutzpolizei im Alten Palais, Luisenplatz 5, ab 1929 Auslagerung einzelner Dienststellen in die Gebäude Wilhelm-Glässing-Straße 21–23; ab September 1944 Nieder-Ramstädter Straße / Polizeiunterkunft.
- Polizeiflugwache: 1927–1934 Verkehrslandeplatz Nieder-Ramstädter Straße 110–120 (Lichtwiese).[14]
- Polizeikasse: 1900, Grafenstraße 28.
- Polizeiposten Heimstättensiedlung: Am Kaiserschlag 44 (1941 zum 5. Polizeirevier in der Noackstraße 9 gehörig).
- Polizeiposten Nordbezirk: 1903–1911, Frankfurter Straße 69 (Schlachthof), der zum 2. Revier gehörende Polizeiposten wurde im Jahre 1911 wegen der Errichtung des 7. Polizeirevier in der Robert-Schneider-Straße aufgehoben.
- Polizeiposten Waldkolonie: Rabenaustraße 31 (zum 3. Revier gehörig, 1933–1944 Landgraf-Philipps-Anlage 9).
- Polizeiwachabteilung: Bessunger Straße 125 (1924–1933).
- Sicherheitsdienst des Reichsführers SS, SD-Außenstelle bzw. den SD-Abschnitt Eugen-Bracht-Weg 6.
- Staatspolizeiamt, später die Staatspolizeistelle bzw. Geheime Staatspolizei. ab 1933 der vorherige Sitz des Landeskriminalpolizeiamts Wilhelm-Glässing-Straßé 21; ab April 1940 im Neuen Palais, Wilhelminenplatz 1; ab Sept. 1944 Bensheim, Adolf-Hitler-Straße 52 (provisorische Außendienststelle in Darmstadt, Dieburger Str.80).
- Staatspolizeigefängnis mit dem Wach- bzw. Sonderkommando der SS (im ehemaligen Polizeiarresthaus) Riedeselstraße 64; im Winter 1944/45 provisorisch im Gerichtsgefängnis Bensheim.
- Die Mehrzahl dieser Dienstgebäude ist dem vernichtenden Bombenangriff vom 11. September 1944 zum Opfer gefallen. Verschont blieb insbesondere das vom SD genutzte Haus Eugen-Bracht-Weg 6.[9]
- Nach 1972 wurde in der Heinrichstraße 127 (ehemaliges 2. Revier) eine Zweigstelle des 1. Reviers eingerichtet, in der sich später das zentrale Radarkommando und dem Fotolabor befand.

### Organisation im Volksstaat Hessen von 1919 bis 1933
Mit der Umwandlung des seitherigen Großherzogtums in den künftigen Volksstaat Hessen wurde in der Verfassunggebenden Volkskammer am 18. Juli 1919 die Inhalte einer „Denkschrift“ des „Landesverband hessischer Polizeikommissar-Aspiranten“ Grundlage zur Neuorganisation der Polizei in Hessen, die völlig unabhängig vom politischen Parteileben und sonstigen Einflüssen gestaltet werden sollte. Mit dem „Gesetz über die Ortspolizei“ vom 14. Juli 1921 erfolgte die Verstaatlichung der Polizei in den größeren Städten, die Verwaltung der Ortspolizei in Gemeinden mit mehr als 10.000 Einwohnern auf den Staat über. Nach § 11 des Gesetzes war auch Darmstadt mit dem bereits existenten staatlichen Polizeiamt betroffen, daneben bestanden 1928 im südhessischen Raum staatliche Polizeiämter in Bensheim, Lampertheim und Viernheim. Mit der Verstaatlichung wurden die Schutzleute, die man bislang zu den städtischen Beamten gezählt hatte, zu Staatsbeamten. Im Jahre 1926 hatte die Stadt Darmstadt einen Bestand von 217 Polizeibeamten, die auf sieben Bezirke verteilt waren. Die Kriminalpolizei wurde mit der „Landeszentrale für Erkennungs- und Fahndungsdienst“ mit nachgeordneten Landes-Kriminalinspektionen bei den Staatsanwaltschaften installiert.
Das „Gesetz über das hessische Gendarmeriekorps“ vom 5. August 1920 unterstellte das zur Wahrnehmung des landespolizeilichen Dienstes bestimmte Gendarmeriekorps dem Hessischen Ministerium des Innern und der nachgeordneten Landesgendarmeriedirektion, die mit einem Verwaltungsjuristen besetzt wurde. Für jeden Kreis bestand künftig ein von einem Gendarmeriekommissar oder -inspektor geleiteter Gendarmeriebezirk, dessen Beamte im Einsatz den Weisungen des Kreisdirektors unterstanden. Die Gendarmen blieben zugleich weiterhin Hilfsbeamte der Staatsanwaltschaften. Damit waren die Gendarmerien als militärische Sicherheitsbehörde abgeschafft und die Kreispolizeibehörden unter einem „Direktor des Sicherheitsdienstes“ im Ministerium des Innern ersetzt worden. Mit Landtagsbeschluss vom 16. März 1920 wurde die „Sicherheitspolizei“ mit zunächst 1000 Mann mit einer Abteilung von 500 Mann in Darmstadt (gegliedert in vier Hundertschaften, später Bereitschaften), einer II. Abteilung mit 250 Mann (für den Einsatz in Kreisen Dieburg, Erbach und Offenbach) in Babenhausen und einer gleichstarken III. Abteilung in Oberhessen (jeweils zwei Hundertschaften) geschaffen. Die Sicherheitspolizei und ihre Beamten sollten im Bedarfsfall auch zur Unterstützung und Verstärkung von Ortspolizei und Gendarmerie eingesetzt werden. Die Leitung oblag einer im Ministerium des Innern eingerichteten Organisationsstelle (ab Juli 1920: Befehlsstelle) der hessischen Sicherheitspolizei. Durch eine Intervention der Interalliierten Kommission erfolgte im Herbst 1920 die formalen Eingliederung der kasernierten Polizei in die Allgemeine Polizeiverwaltung. Unter der Oberleitung der nunmehrigen Abteilung Schutzpolizei im Ministerium des Innern wurden die in Hinblick auf die konkreten innenpolitischen Schwierigkeiten auf insgesamt 1700 Mann verstärkten drei Schutzpolizeiabteilungen mit Erlass vom 26. Oktober 1920 dem Polizeiamt Darmstadt und den für die anderen Stationierungsorte Butzbach und Babenhausen zuständigen Kreisämtern Friedberg und Dieburg unterstellt.
Mit dem „Gesetz über die Schutzpolizei“ vom 20. Juli 1923 unterstanden der Verwaltung der Schutzpolizei, die im Alten Palais (gegenüber dem Innenministerium) untergebracht war neben den drei Polizeiwachtabteilungen Darmstadt, Babenhausen und Butzbach auch die am 1. August 1921 eröffnete Landespolizeischule in Darmstadt, von der die Schrautenbachkaserne und die Trainkaserne genutzt wurden, während die Wachtabteilung Darmstadt die Dragonerkaserne des ehemaligen Regiments Nr. 24 und die Artilleriekaserne der 61er belegte. Im Frühsommer 1926 erzwang die so genannte „Entwaffnungsnote“ der Alliierten eine erneute Umorganisation. Die Verwaltung der Schutzpolizei wurde als selbständige Behörde aufgelöst, ihr Leiter ins Ministerium übernommen. Die seitherigen Polizeiwachtabteilungen wurden als Abteilung Bereitschaftspolizei in die Polizeiämter Darmstadt und Offenbach bzw. das oberhessische Kreisamt Friedberg eingegliedert.
Die Bereitschaftspolizei war bereits im Laufe des Jahres 1930 personell verstärkt worden, unter anderem durch Aufstellung einer zusätzlichen (berittenen) 7. Bereitschaft in Darmstadt. Mit Erlass vom 24. Oktober 1932 wurde eine gemeinsame „Außendienstleitung der Bereitschaftspolizei“ beim Ministerium des Innern eingerichtet, die allerdings nicht im Ministerium, sondern in der Polizeikaserne in der Bessunger Straße untergebracht war. Sie führte ab 21. Januar 1933 die neue Bezeichnung „Inspektion der Bereitschaftspolizei“.

### Die Zeit der Nationalsozialismus 1933–1945
Nach der Reichstagswahl vom 5. März 1933 und der Machtübernahme der NSDAP wurde dem NS-Landtagsabgeordneten und Regierungsrat Heinrich Müller die Polizeigewalt des Volksstaats Hessen übertragen. Müller ernannte den ehemaligen Gerichtsassessor und Landtagsabgeordneten Werner Best zum Sonderkommissar für das hessische Polizeiwesen und Polizeioberstleutnant Fendel-Sartorius zum Führer der gesamten uniformierten Polizei sowie der Gendarmerie Hessens. Am 7. März 1933 wurden in Darmstadt 400 Angehörige aus den „hinter der Reichsregierung stehenden Verbänden“ (SA, SS und Stahlhelm) „zur Unterstützung der staatlichen Polizei“ als „Hilfspolizisten“ verpflichtet, je fünfzig wurden den vier Bereitschaften der kasernierten Polizei zugeteilt und zunächst zwecks Ausbildung und späterer Übernahme in die reguläre Landespolizei in Babenhausen zusammengezogen wurden. Mit der Berufung des NS-Gauleiters Jakob Sprenger zum Reichsstatthalter in Hessen am 5. Mai 1933 wurden alle Ressorts der Landesregierung in einem „Staatsministerium“ zusammengefasst. In der vom Staatssekretär geleiteten Ministerialabteilung I (für Polizei, Innere Verwaltung, Justiz, Finanzen und Landwirtschaft) wurde eine besondere Abt. Ia Polizei eingerichtet, deren Leitung zunächst Best übernahm, der zum 10. Juli 1933 unter gleichzeitiger Beendigung eines Sonderauftrags als Staatskommissar zum Landespolizeipräsidenten ernannt wurde. Zum 23. Oktober 1933 wurde die Position des Landespolizeipräsidenten gestrichen und die Bereiche uniformierte Landespolizei und politische Polizei der Abt. Ia des Staatsministeriums entzogen und auf drei Referate I (Allgemeine Verwaltung), II (Einzeldienstpolizei und Gendarmerie) und III (Kriminal- und Verwaltungspolizei) beschränkt, in der endgültigen Neuordnung durch den Erlass „betr. Aufbau und Organisation der Hessischen Landesregierung“ vom 4. September 1936 wurde aus der Abt. Ia Abt. II (Polizei).
Die Leiter der staatlichen Polizeiverwaltungen in den Städten und zahlreiche weitere leitende Polizeibeamte und Offiziere gehörten zu den ersten Beamten die zunächst beurlaubt und dann mit Hilfe des Gesetzes zur Wiederherstellung des Berufsbeamtentums entlassen oder zwangspensioniert wurden. Am 29. März 1933 waren bereits 86 Polizeibeamte „beurlaubt“. Die Polizeibehörden blieben an sich bestehen, wurden allerdings in ihren Zuständigkeiten eingeschränkt. Das Polizeiamt in Darmstadt, dessen Leiter schon vorher Polizeidirektor waren, erhielt am 7. Juli 1933 die neue Amtsbezeichnung Polizeidirektion. Darmstadt wurde mit Gesetz vom 9. August 1938 als Stadtkreis verselbständigt, der Polizeidirektor in Darmstadt erhielt den Titel Polizeipräsident. Die bestehenden Polizeiverwaltungen in kleineren Städten, die in Lampertheim und Viernheim, blieben als Polizeiämter bestehen. Die eigentliche Führung der gesamten uniformierten Polizei des Landes lag ab März 1933 dem Landespolizeiführer, dem der Polizeiführer in Darmstadt als örtliche Kommandeur der kasernierten Bereitschaftspolizei samt der ihnen zugeordneten Hilfspolizei unmittelbar unterstellt waren. Der Titel „Polizeiführer“ wurde allerdings, da es zu Verwechslungen mit den Landespolizeiführern kam, nur bis Ende 1933 benutzt. Lediglich Einzeldienst und Kriminalpolizei unterstanden vor Ort weiterhin den Polizeiverwaltungen
bzw. (für die Gendarmerie) den Kreisdirektoren.
Beim Polizeiamt Darmstadt wurde 6. April 1933 das Sonderkommando (Kommandos zur besonderen Verwendung) aus zehn „ausgewählten Angehörigen von SS und SA“ gebildet, das anfangs zur „Abwehr des Treibens gegnerischer Spitzel und Provokateure in den Reihen der nationalen Verbände“ bestimmt war, ab Ende Juni aber unter Ausschluss der SA-Männer neu formiert (jetzt zwölf Mann) und „als politische Hilfspolizei“ der Staatspolizeistelle (Politische Abteilung) der Polizeidirektion zugeordnet war. Dazu kam ein gesondertes „SS-Wachkommando Darmstadt“. Die Sonderkommandos wurden offiziell mit der Übernahme der kasernierten Polizei auf das Reich am 1. Mai 1935, endgültig zum Jahresende aufgelöst; doch blieben zumindest die SS-Wachen beim Geheimen Staatspolizeiamt und beim Stapo-Gefängnis in Darmstadt bestehen. Ein Teil der Sonderkommando-Mannschaften wurde offenbar ans KZ Dachau versetzt, ein Teil in die reguläre Polizei übernommen. Die mit der „Verreichlichung“ der Landespolizei am 30. März 1935 verfügte strikte Trennung der Landespolizei von den Aufgaben der Schutzpolizei und Gendarmerie war bereits mit der zum 1. November 1934 angeordneten Versetzung einer größeren Zahl von Landespolizisten zur Verwaltungs- und Revierpolizei, zum Teil auch zur Gendarmerie, vorbereitet worden. Am 17. Juni 1936 wurde dann mit Erlass des Führers und Reichskanzlers „zur einheitlichen Zusammenfassung der polizeilichen Aufgaben im Reich“ der schon vorher für die gesamte politische Polizei zuständige Reichsführer SS zum Chef der deutschen Polizei im Reichsministerium des Innern bestellt, so dass ihm künftig auch die in der Zuständigkeit der Länder verbliebene Vollzugspolizei untergeordnet war. Himmler ernannte gleichzeitig einen „Chef der Ordnungspolizei“ für Schutzpolizei, Gendarmerie und Ordnungspolizei (Hauptamt Ordnungspolizei) und einen „Chef der Sicherheitspolizei“ für politische und Kriminalpolizei (Hauptamt Sicherheitspolizei, ab 1939 Reichssicherheitshauptamt). Als regionale Vertreter des Chefs der Ordnungspolizei fungierten Inspekteure der Ordnungspolizei bei den im November 1937 eingeführten „Höheren SS- und Polizeiführern“. Bis 1937 entsprachen die „Distrikte der regionalen Gendarmerieführer“ in Hessen den drei Provinzen Oberhessen (Gend. Distrikt I), Rheinhessen (Gend. Distrikt II) und Starkenburg (Gend. Distrikt III). Zum 1. April 1937 wurden die Starkenburger Südkreise Bensheim, Darmstadt, Groß-Gerau und Heppenheim dem rheinhessischen Gend. Distrikt II zugeschlagen, dessen Kommando gleichzeitig von Mainz nach Darmstadt übersiedelte.
Am 28. März 1933 wurde dem seit 1930 beim Polizeiamt Darmstadt angegliederten „Landeskriminalpolizeiamt“ durch Anordnung des Staatskommissars für das Polizeiwesen die gesamte Zuständigkeit für Fragen der politischen Polizei (Bekämpfung staatsfeindlicher und landesverräterischer Bestrebungen, Nachrichtendienst über politische Vorgänge, Überwachung der Ausländer, Überwachung der Presse und Auskunftserteilung über politische Zuverlässigkeit) entzogen und einer neugeschaffenen „Zentralpolizeistelle“ beim Amt des Staatskommissars übertragen. Für die verbliebenen kriminalpolizeilichen Aufgaben blieb eine „Landeskriminalstelle“ bei der künftigen Polizeidirektion Darmstadt zuständig, die ab November 1934 wieder die Bezeichnung „Landeskriminalpolizeiamt“ führte. Der Erlass vom 20. September 1936 verfügte eine einheitliche Organisation der Kriminalpolizei im Reich, die Staatliche Kriminalpolizeistelle Darmstadt wurde mit entsprechenden Stellen in Frankfurt und Kassel der neugeschaffenen Kriminalpolizeileitstelle Frankfurt zugeordnet. Die Darmstädter Zentrale führte künftig die Dienstbezeichnung „Staatliche Kriminalpolizei / Kriminalpolizeistelle Darmstadt“. Mit Runderlass vom 9. Oktober 1943 des Reichsführers SS wurden die Dienststellen der staatlichen und Gemeinde-Kriminalpolizei als „selbständige Behörden im Rahmen des sicherheitspolizeilichen Behördenaufbaus“ vollständig aus dem Zuständigkeitsbereich der örtlichen Polizeiverwalter (d. h. der Polizeipräsidien und -direktionen) ausgegliedert. Der Kriminalpolizeistelle Darmstadt waren damit die nunmehrigen Außendienststellen in Gießen, Mainz, Worms und Offenbach unmittelbar nachgeordnet.

### Situation nach dem Luftangriff am 11. September 1944
Die Liegenschaft Nieder-Ramstädter Straße 177 gehörte zum Alice-Hospital, wurde 1933/34 aufgelöst und an den NSD-Studentenbund als deren „Stammhaus“ vermietet. Ende 1939 wurde dort die Polizeireserve einschließlich der Reiterstaffel untergebracht. Nach der Zerstörung des alten Polizeipräsidiums in der Hügelstraße 31/33 wurde die Dienststelle in die Nieder-Ramstädter Straße 177 verlegt (1944–1992). Nur der Keller des alten Polizeipräsidiums konnte noch von der Luftschutzleitung genutzt werden.
Die Nachrichtenstaffel befand sich vom 12. September 1944 bis 25. März 1945 in der Traisaer Straße/Kirchenweg, in einer Baracke, welche in einem dortigen Steinbruch aufgestellt war. Die Kraftfahrstaffel war vom 12. September 1944 bis 19. November 1945 in der Nieder-Ramstädter Straße 177 und danach in der Soderstraße 29 stationiert.
Das 2. Revier, in dem völlig zerstörten Gebäude der Heinrichstraße 127, bezog die Kellerräume und ab Dezember 1944–1949 eine an der dortigen Straßenecke Heinrichstraße/Nieder-Ramstädter Straße aufgestellte Baracke.
Das 3. Polizeirevier wurde zunächst in einem Pförtnerhaus in der Julius-Reiber-Straße 15 (zuvor Lagerhausstraße) eingerichtet, von dort für wenige Tage in die Diesterwegschule in der Julius-Reiber-Straße 9 und anschließend in die Goetheschule in der Viktoriastraße 31 verlegt.
Auf Befehl des damaligen Polizeipräsidenten Buechl mussten sämtliche Dienststellen des Polizeipräsidiums nach Vernichtung der Akten am 22. März 1945 Darmstadt verlassen und sich nach Süden absetzen.
Am 25. März 1945 wurde der Polizeihauptkommissar Krauth, dem 30–40 Polizeibeamte zur Verfügung standen, von einem Offizier der US-Armee mit der Wahrnehmung der polizeilichen Aufgaben beauftragt. Die Übergabe der Amtsgeschäfte erfolgte in den Räumen des 1. Polizeirevier im Residenzschloss.
Am 7. April 1945 wurde Herr Georg Reibold von der US-Militärregierung als Polizeipräsident eingesetzt.

### Die Nachkriegsgeschichte der Darmstädter Polizei, die Jahre 1945 bis 1974
- 1945, noch während der Zweite Weltkrieg anhielt, bemühten sich die amerikanischen Militärbehörden, sofort wieder eine funktionsfähige Verwaltung und Polizei aufzubauen. Aus noch in Kriegsgefangenschaft befindlichen Schutzpolizeibeamten wurde der Polizeidienst in den von den amerikanischen Truppen besetzten Gebieten noch vor der Kapitulation Deutschlands aufgenommen. Die neuen Ordnungshüter versahen ihren Dienst in Zivilkleidung mit einer weißen Armbinde und ohne Schusswaffen. Derart mangelhaft ausgerüstet stand die Polizei vor einer kaum lösbaren Aufgabe. Ehemalige Zwangsdeportierte genossen ihre neu gewonnene Freiheit teils auf grausame Weise. Es kam zu zahlreichen Plünderungen, Überfälle und zu Mord und Totschlag. Das amerikanische Militär musste diesem Chaos Einhalt gebieten und verhängte nächtliche Ausgangssperren. Nach der endgültigen Niederlage Deutschlands am 8. Mai 1945 schuf die US-Militärregierung die ersten Voraussetzungen für den Aufbau einer funktionstüchtigen Verwaltung. So setzte die Besatzungsmacht in Darmstadt die erste Landesregierung ein. Bei der neuen Gebietseinteilung hatte man jedoch die Provinzen des alten 1918 gegründeten Volksstaates Hessen (Starkenburg, Oberhessen und Rheinhessen) nicht in vollem Umfang übernommen.

- Zur Verhinderung einer erneuten Machtkonzentration des Staatsapparates, wie während der Zeit des Nationalsozialismus, ordnete die Militärregierung in ihrer Besatzungszone mit den Gebieten Bayern, nördliches Baden, Nord-Württemberg und Hessen die Dezentralisierung der Polizeibehörde nach amerikanischem Muster an. Gleichzeitig wurde die Polizei von Aufgaben entbunden, die nicht unmittelbar der Aufrechterhaltung der Öffentlichen Sicherheit und Ordnung dienten. Die polizeilichen Maßnahmen waren ausschließlich auf den Vollzugsdienst beschränkt. Alle verwaltungstechnischen Aufgaben fielen in die Zuständigkeit einer allgemeinen Verwaltung. Aus dem Bereich der Verwaltungspolizei verblieben bei der Vollzugspolizei lediglich Verkehrsüberwachungsaufgaben sowie das Ausländer- und Meldewesen. Den Gemeinden mit über 5000 Einwohnern wurde auferlegt, eine eigene Gemeindepolizei aufzustellen. Allen anderen Gemeinden war es dagegen freigestellt, sich eine eigene Polizei zuzulegen. Geschah dies nicht, wurden die Aufgaben von der staatlichen Polizei wahrgenommen, die sich vorübergehend Großhessische Polizei nannte.

- Nach der bis auf unterster kommunaler Ebene durchgeführten Dezentralisierung erfolgte die Aufstellung der staatlichen hessischen Polizei nach einem festgelegten Schema: Im Regierungsbezirk Darmstadt wurde eine Gendarmerie gebildet. Die in Landeszuständigkeit verbliebenen Behörden waren der Abteilung III beim Hessischen Innenministerium unterstellt. Die Aufstellung der neuen Landesgendarmerie war am 16. Oktober 1945 nach der Bildung der neuen Großhessischen Landesregierung weitgehend abgeschlossen. Zur gleichen Zeit wurde im Innenministerium eine Gendarmeriedirektion eingerichtet, der die Gendarmerie-Bezirksleitungen Darmstadt nachgeordnet war. Zur gleichen Zeit erhielten die Gendarmeriebeamten die ersten Uniformen, in Darmstadt trug die Polizei Graubraun. Die Bewaffnung bestand aus Gummiknüppeln und amerikanischen Karabinern.

- Es dauerte bis zum 1. September 1948, bis die Gendarmerie wieder voll in die allgemeine Verwaltung eingegliedert war. Im Hessischen Innenministerium entstand das Referat Öffentliche Sicherheit, das die Dienst- und Fachaufsicht über die gesamte staatliche hessische Polizei ausübte. Mit dieser Organisationsänderung wurde auch gleichzeitig die staatliche Kriminalpolizei, die bis dahin zur Landesgendarmerie gehörte, zu einer selbstständigen Dienststelle, in Darmstadt mit dem Staatlichen Kriminalkommissariat.

### Die Verstaatlichung der kommunalen Polizei im Jahre 1974

Organisation des Polizeipräsidiums Darmstadt in den Jahren 1974 bis 1995

- Die Gliederung der Polizei in vielen dezentralen Polizeibehörden nach amerikanischem Muster hatte sich nicht wie beabsichtigt bewährt und wurde daher im Laufe der Jahre geändert. Das große Ziel war die Verstaatlichung der gesamten Hessischen Polizei. Diese erfolgte ab 1958 in mehreren Etappen. Zunächst gingen die Polizeidienststellen von kreisfreien Gemeinden bis zu 5000 Einwohnern in die Zuständigkeit des Landes über. Im Jahre 1962 folgten Gemeinden bis zu 10000 und 1965 bis zu 20000 Einwohnern. 1967 wurden im Hinblick auf die Verstaatlichung landeseinheitliche (auch für die noch kommunalen Polizeibehörden) grüne Uniformen eingeführt. Zwischen 1967 und 1971 gingen sämtliche Polizeidienststellen in Gemeinden mit über 20000 Einwohnern zum Land Hessen über. Ihnen folgten 1972 die Städte mit über 100000 Einwohnern. Den Abschluss bildete am 1. Januar 1974 die Eingliederung der Stadt Darmstadt.

- Die nach dem Luftangriff 1944 noch vorhandenen Akten des Polizeipräsidiums bis zur Verstaatlichung der kommunalen Polizeipräsidien werden im Stadtarchiv Darmstadt überliefert.[17] Ab 1974 ist das Hessische Staatsarchiv Darmstadt für das Verwaltungsschriftgut des Polizeipräsidiums Südhessen zuständig.[18] Die Überlieferung der beim Bürger- und Ordnungsamt, Abteilung Kommunalpolizei verbleibenden Aufgaben befinden sich ebenfalls im Stadtarchiv.[19]

- Die abgeschlossene Verstaatlichung bot jetzt die Möglichkeit, eine neue Polizeiorganisation zu schaffen, die den kriminalgeografischen Verhältnissen Rechnung trug. Zunächst wurde auf der unteren Ebene eine einheitliche Leitung für die Schutz- und Kriminalpolizei eingeführt. Während diese Organisationsform in den verstaatlichten Großstädten schon vorhanden war, übernahmen jetzt auch die Landräte der Kreise Erbach, Groß-Gerau und Heppenheim die Rolle von Führungsstellen für die Schutz- und Kriminalpolizei. Die Behörden der drei Regierungspräsidenten behielten ihre Funktion als Koordinierungs- und Aufsichtsinstanz.
- Im Jahre 1979 erhielt die Hessische Polizei die bundeseinheitliche Uniform in den Farben Grün und Beige, die jedoch in Hessen zunächst nicht mit Dienstgradabzeichen versehen war. Diese wurden erst 2002 wieder eingeführt.[20]

### Die Neuorganisation im Jahre 1995
- In der ersten Dekade nach der Verstaatlichung war eine dramatische Zunahme der Massenkriminalität zu verzeichnen. Es wurde erforderlich, der Entwicklung in Bereichen der Rauschgift- und terroristische Gewaltkriminalität, sowie den neuen Aufgabenfeldern, wie Umwelt- und Organisierte Kriminalität, ohne Personalvermehrung bei der Kriminalpolizei entgegenzuwirken. Im Jahre 1987 berief der hessische Minister des Innern eine Arbeitsgruppe zur Verbesserung der Sicherheitslage aus erfahrenen Polizeipraktikern ein. Das 1988 vorgelegte Konzept beinhaltete als zentralen Punkt die Aufhebung der starren Spartentrennung zwischen Schutz- und Kriminalpolizei, um eine integrative Zusammenarbeit sowohl in Leitung- und Stabsfunktionen als auch in der Sachbearbeitung zu erreichen.

- Innerhalb des damaligen Polizeipräsidiums Darmstadt traten durch die sogenannte Neuorganisation im Dezember 1995 deutliche Veränderungen in der polizeilichen Sachbearbeitung ein. Die kriminalpolizeiliche Sachbearbeitung wurde durch eine Dezentralisierung in die Fläche zu verlagert, um dem Anfahrtswege der Bürger zur Polizei bzw. der Polizei zu den Einsatzorten zu verkürzen und eine tat- und anzeigenzeitnahe ganzheitliche Sachbearbeitung in den Deliktsbereichen der Massenkriminalität zu realisieren. Keine Differenzierung mehr zwischen Ermittlungszuständigkeit von Schutz- und Kriminalpolizei, sondern lediglich noch zwischen zentraler und dezentraler bzw. regionaler Sachbearbeitung. In der Annahme, die Masse der Straftaten werde von örtlichen Tätern begangen wird, wurden Diebstahlskommissariate und der Kriminaldauerdienst (EFKO = Ermittlungs- und Fahndungskommissariat) aufgelöst, die Beamte wurden den ohnehin räumlich beschränkten Polizeireviere und -stationen in Dezentralen Ermittlungsgruppen zugewiesen. Die internationale Entwicklung nach der Wiedervereinigung und den osteuropäischen Angliederungen durch die Einwanderung überregional agierender Täter wurde unterschätzt.

### Die Polizeireform im Jahre 2001

Organisation des Polizeipräsidiums Darmstadt in den Jahren 2001 bis 2022

- Letztmals wurden mit der Einführung der Polizeireform 2001 wesentliche Veränderungen im Behördenaufbau vorgenommen. Im Hessischen Ministerium des Innern wurde aus der Abteilung III das Landespolizeipräsidium. Darunter sieben Flächenpräsidien; das Polizeipräsidium Südhessen wurde gebildet aus dem Polizeipräsidium Darmstadt und den Polizeidirektionen Bergstraße, Groß-Gerau und Odenwald. Die Landräte verloren ihre Zuständigkeit für den Polizeivollzugsbereich. Die Einsatzleitungen bei den Regierungspräsidenten (Mittelstufe) entfielen ersatzlos. Deren Bedienstete wurden den Polizeidienststellen zugeordnet. Nach Schengen 1995 und bei den folgenden Erweiterungen der EU erfolgten entsprechend notwendige Anpassungen in der Organisation der Vorgangsbearbeitung – insbesondere bei der sogenannten dezentralen Bearbeitung – hin zur Regionalisierung und der Verstärkung der operativen Einheiten.[21]

### Umstrukturierung im Jahre 2022
2022 wurde eine Neuorganisation des polizeilichen Staatsschutzes nach Entwicklungen in den verschiedenen Phänomenbereichen der Politisch Motivierten Kriminalität (PMK) zur Harmonisierung der Aufbauorganisationen in den Polizeipräsidien im Lande Hessen abgeschlossen. Es erfolgte eine personelle Verstärkung des Staatsschutzes des Landes Hessen im mittleren dreistelligen Bereich, u. a. mit Geisteswissenschaftlern, insbesondere Politikwissenschaftler, und die Besondere Aufbauorganisation (BAO) Hessen Rechts (R) konnte in die Allgemeine Aufbauorganisation überführt werden. Aus dem bisherigen Kommissariat ZK 10 (Bearbeitung politisch motivierter Straftaten sowie Waffen- und Sprengstoffdelikte) wurde durch eine Neuausrichtung, personelle Aufstockung und Bündelung des polizeilichen Staatsschutzes eine Kriminalinspektionen (KI-ST) mit vier untergeordneten Kommissariaten geschaffen. Bei der Umsetzung des Programms Fortentwicklung der Kriminalitätsbekämpfung 2.2 wurde der 1995 liquidierte Kriminaldauerdienst wieder aufgebaut und die Erkennungsdienstkommissariate K 32 der RKIen Bergstraße, Groß-Gerau und Odenwald aufgelöst. Nach der Schaffung der Kommissariate K 41 bis K 43 mit Eingliederung der Dezentralen Ermittlungsgruppen in den Regionalen Kriminalinspektionen wurden die Polizeireviere und -stationen auf ihre schutz- und verkehrspolizeilichen Aufgaben zurückgeführt.

## Behördenleiter
Amtsleiter der Polizeibehörde in Darmstadt von 1874 bis heute:
| Behördenleiter     | Titel                  | Amtszeit                 |
| ------------------ | ---------------------- | ------------------------ |
| Wilhelm Haas       | Polizeirat             | 1874–1886                |
| Konrad von Grolman | Regierungsrat          | 1886–1889                |
| Adolf Morneweg     | Polizeirat             | 1889–1892                |
| Friedrich Fey      | Polizeirat             | 1892–1897                |
| August Weber       | Regierungsrat          | 1897–1900                |
| Hermann Kratz      | Polizeirat             | 1900–1908                |
| Eugen Kranzbühler  | Regierungsrat          | 1908–1911                |
| Heinrich Gennes    | Regierungsrat          | 1911–1915                |
| Nikolaus Reinhart  | Regierungsrat          | 1916                     |
| Nikolaus Reinhart  | Polizeidirektor        | 1917–1920                |
| Wilhelm Wehner     | Polizeidirektor        | 1920–1922                |
| Hermann Usinger    | Polizeidirektor        | 1922–1932                |
| Gustav Dittmar     | Polizeidirektor        | 1932–1933                |
| Otto Ivers         | Polizeidirektor        | März bis Sept. 1933      |
| Daniel Hauer       | Polizeidirektor        | Sept. 1933 bis Feb. 1934 |
| Ernst Papst        | Oberregierungsdirektor | 1934                     |
| Karl Geppert       | Polizeidirektor        | 1935–1939                |
| Karl Geppert       | Polizeipräsident       | 1940–1944                |
| Wilhelm Portmann   | komm. Polizeipräsident | 1944                     |
| Felix Buechl       | komm. Polizeipräsident | Dez. 1944 bis März 1945  |
| Georg Reibold      | Polizeipräsident       | 1945–1959                |
| Hans Kiskalt       | Polizeipräsident       | 1959–1963                |
| Peter C. Bernet    | Polizeipräsident       | 1963–1994                |
| Rudolf Kilb        | Polizeipräsident       | 1994–2003                |
| Gosbert Dölger     | Polizeipräsident       | 2003–2016                |
| Bernhard Lammel    | Polizeipräsident       | 2016–2022                |
| Björn Gutzeit      | Polizeipräsident       | 2016–2025                |
| Dirk Fornoff       | Polizeivizepräsident   | seit 2025                |

## Gebäude des Polizeipräsidiums Darmstadt und Südhessen

### Entwicklung bis 1945
Bereits in den 1840er Jahren war das Polizeiamt, später Polizeidirektion, dann Polizeipräsidium Darmstadt in dem Dienstgebäude Darmstadt, Hügelstraße 31/33, untergebracht, bis 1876 gemeinsam mit der Kreisverwaltung. Ab 1929 erfolgte die Auslagerung einzelner Abteilungen in die Gebäude des Anwesens Wilhelm-Glässing-Straße 21/23, nach der Brandnacht am 11. September 1944 wurde die Unterkunft in die Nieder-Ramstädter Straße 177 verlegt.
Neben dieser städtischen Einrichtungen waren in Darmstadt beherbergt:
- das Ministerium des Innern, Staatskommissariat für das Polizeiwesen (Abteilung II), Luisenplatz 2 im Kollegiengebäude, 1939 verlegt in die Neckarstraße 17,
- die Kriminalzentrale, später Landeskriminalpolizeiamt in der Steinstraße 21, 1929 umbenannt in Wilhelm-Glässing-Straße 21, ab 1933 in der Polizeidirektion Hügelstraße 31/33, ab September 1944 in der Rundeturmschule, Rundeturmstraße 11,
- Kommando der Schutzpolizei (Landespolizei) Luisenplatz 5 (Altes Palais), nach der Brandnacht am 11. September 1944 wurde die Unterkunft in die Nieder-Ramstädter Straße 177 verlegt,
- Leiter des Außendienstes und der Bereitschaftspolizei beim Polizeiamt Darmstadt, Hügelstraße 31/33, für das Kommando der Schutzpolizei ab 1938 Wilhelm-Glässing-Straße 23,
- Landesgendarmeriedirektion bis 1924 in der Gendarmeriekaserne Schloßgartenplatz, nach 1936 Rheinstraße 10, ab 1939 am Sitz der Polizeiabteilung II, Neckarstraße 17.
- Staatspolizeiamt Wilhelm-Glässing-Straße 21, ab April 1940 im neuen Palais Wilhelminenplatz 1, ab September 1944 Bensheim mit provisorischer Außenstelle in Darmstadt, Dieburger Straße 80.[26]

### Die Jahre nach 1945
Durch die schweren Luftangriffe auf Darmstadt wurden auch die ehemaligen Dienstgebäude des Polizeipräsidiums in der Hügelstraße und in der Wilhelm-Glässing-Straße total zerstört. Nach Kriegsende suchte man eine neue „Bleibe“ und fand diese in dem Gebäudekomplex der ehemaligen Irrenanstalt am Böllenfalltor in der Nieder-Ramstädter Straße 177. Die Bauten waren ab 1869 errichtet worden und hatten durch die Kriegseinwirkungen teilweise ebenfalls gelitten. Die Reparaturen an diesen Gebäuden dauerten eigentlich bis zum Auszug der Polizei im Spätherbst 1992 in vielfältiger Form an und kosteten die Stadt Darmstadt bis Ende 1973 bereits Millionen. Nach der erfolgten Verstaatlichung der Polizei 1974 investierte unverdrossen auch das Land Hessen weitere Millionen in diese maroden Gebäude.
Der Polizeipräsident, der Stab der Schutzpolizeiabteilung, die Präsidialabteilung, die Kriminalabteilung, das Notruf-Kommando, die Reiter- und Hundestaffel, die Technikabteilung und die Instandsetzung für Kraftfahrzeuge und Funk-/Fernmeldegerät „residierten“ seit 1946 in den historischen Gemäuern und in provisorischen Baracken. Weiterhin befanden sich dort das Einwohnermeldeamt, Ausländeramt, Paßstelle, Kennkartenstelle, Führerscheinstelle und das Fundbüro. Andere Organisationseinheiten der Schutzpolizei waren in verschiedenen Liegenschaften in der Stadt Darmstadt „verstreut“ und baulich ebenso schlecht untergebracht. Das 1. Polizeirevier im Residenzschloss war noch bis 2010 ein „leuchtendes Relikt“ dieser Art von Unterbringung der Darmstädter Polizei nach dem Zweiten Weltkrieg!

### Neubauplanung
In den 1960er Jahren hatte man bei der Stadt Darmstadt zwar einige Planungsansätze für einen eventuellen Neubau eines Polizeipräsidiums gedanklich gefasst, jedoch nie ernsthaft wegen der sich abzeichnenden immensen Kosten für die finanzschwache Kommune weiterverfolgt. Zu Beginn der 1970er Jahre erlosch das Interesse der Stadt Darmstadt an diesem Planungsvorhaben, da sich bereits die Verstaatlichung der Polizei im Lande Hessen angekündigt hatte. In dieser Zeit meldeten sich die Berufsvertretungen der Polizeibeschäftigten nach deren erfolgter Konsolidierung innerhalb der Polizei verstärkt zu Wort und forderten pausenlos bessere Unterbringung und Personalaufstockung.
1974 wurde vom neuen Dienstherrn der Darmstädter Polizei, dem Land Hessen, das Neubauvorhaben Polizeipräsidium Darmstadt aufgegriffen und mit den Vorplanungen, in Zusammenarbeit mit der Stadt Darmstadt begonnene Flächennutzungspläne und Bebauungspläne wurden geprüft und endlich auch nach langwierigen Verhandlungen für einen Neubau im Klappacher Feld 1979 rechtsgültig geändert und genehmigt. 1978 war der Raumbedarfsplan für den Neubau Polizeipräsidium erstellt worden, der Grundlage des Funktionspapiers von 1981 wurde, um einen Architektenwettbewerb durchführen zu können. An diesem Wettbewerb beteiligten sich 1983 mehr als 40 Architekten. Vorgabe war die Schonung der Landschaft und die geforderte Wirtschaftlichkeit, eingebettet in der vorhandenen Umgebung und Nachbarbebauung. Das Preisgericht entschied sich für den Entwurf der Architekten Rohrbach und Schmees aus Gießen, denen später auch die Leitung der Bauausführung übertragen wurde. Dieses Bauvorhaben war der erste Neubau eines Polizeipräsidiums in Hessen seit dem Jahr 1914!

### Bauphase und Umzug zum Anwesen Darmstadt, Klappacher Straße 145
Mit dem ersten Bauabschnitt wurde im Oktober 1986 begonnen, bei dem die Gebäude der Reiter- und Hundestaffel in Angriff genommen wurden. Der Grundstein für das Hauptgebäude wurde am 10. November 1988 durch den damaligen Hessischen Innenminister Gottfried Milde gelegt. Bereits am 4. Oktober 1989 konnte das Richtfest gefeiert werden. Dann jedoch ging es langsamer voran mit den Baufortschritten. Die angesagten Einweihungstermine verschoben sich um Jahre! Am 17. August 1992 zogen die Bediensteten der Präsidialabteilung, der Polizeiverwaltungsstelle, der Kriminalpolizeilichen Beratungsstelle und der Personalratsvorsitzende mit seinem Vertreter überraschend aus den bisher angemieteten Räumen in der Julius-Reiber-Straße 17 um.
Dieser Umzug wirkte auf der halbfertigen Baustelle unter der dort tätigen Baufirmen wie ein Signal für hektische Betriebsamkeit. Die inzwischen erfolgten Mietvertragskündigungen, anderer bisher von der Polizei genutzter Liegenschaften, terminierten zwangsläufig weitere Teilumzugsdaten für den Neubau. Bis zum 15. Dezember 1992 war der Großteil der Organisationseinheiten in den Neubau eingezogen. Die letzten Auswärtigen aus der Heinrichstraße 127 kamen Mitte Februar 1993 endlich auch im Neubau unter. Am 1. März 1993 wurde der Neubau des Polizeipräsidiums in Darmstadt, Klappacher Straße 145, durch den Hessischen Minister des Innern und für Europaangelegenheiten, Herbert Günther, offiziell seiner Bestimmung übergeben.

### Gebäudebeschreibung
Der Flächenbedarf beträgt rund 40 000 Quadratmeter, wovon 7650 Quadratmeter bebaut wurden und 14 000 Quadratmeter Nutzfläche umfassen. Auf der Parkpalette haben 50 Kraftfahrzeuge für Besucher vor dem Haupteingang Platz. In den Tiefgaragen haben 100 Dienstfahrzeuge und 200 Kraftfahrzeuge für Mitarbeiter Stellplätze. 25 weitere Stellplätze sind oberirdisch für Sonderausweisungen (Behindertenplätze, Wirtschaftsdienst etc.) vorgesehen. Der Gesamtkostenrahmen für den Neubau umfasste rund 98 Millionen Mark. Das Polizeipräsidium enthält für die gesamte südhessische Region die Zentralwerkstätten Funk- und Fernmeldewesen. Kfz-Werkstatt. Raumschießanlagen und Polizeigewahrsam.

#### Klappach-Eiche
Auf der Südseite des Anwesens Klappacher Straße 145, befindet sich die ca. 400 Jahre alte, ca. 30 m hohe, Klappach-Eiche (Quercus robur), bei der es sich wahrscheinlich um die älteste Eiche im Stadtgebiet Darmstadt handelt, die in ihrer Form als einmalig anzusehen ist. Der Baum hat Stammumfang in einem Meter Höhe von 4,10 m und einen Kronendurchmesser von 29 m. Auf der nördlichen Seite der Eiche am Stammfuß liegt ein großer Granitblock mit einem Durchmesser von 2,3 m. Das Ensemble Eiche mit Granitfelsen ist wegen der Schönheit und Alters der Pflanze, sowie wegen der erdgeschichtlichen Bedeutung als eiszeitliches Verwitterungsrückstand, seit dem Jahre 1938 als Naturdenkmal erfasst.

### Kunst am Bau
Zur Förderung der Bildenden Kunst und des Kunsthandwerks wurde in den 1980er Jahren bei allen staatlichen Bauaufträgen, soweit deren Eigenart dies rechtfertigte, grundsätzlich ein Betrag für bildnerische und kunsthandwerkliche Arbeiten vorgesehen, der im Regelfall 3 % der Bauauftragssumme betrug. Diese Regelung stammte aus einer fernen, längst vergangenen Zeit, in der es der Staat als öffentliche Aufgabe ansah, Kunst und Künstler zu fördern, ihnen ein Betätigungsfeld zu schaffen und gleichzeitig der Verödung und Versachlichung des öffentlichen Raums durch nur nach Kostengesichtspunkten erstellten Bauten entgegenzuwirken. Der Kunstbeirat des Landes Hessen wurde mit der anstehenden Aufgabe befasst. Unter Vorsitz von Ministerialdirigent Dipl.-Ing. (THD) Günther Rotermund entschied man sich für eine überregionale, beschränkte Ausschreibung.
- Als Kunstbeitrag im Bereich des Haupteingangs wurde die Plastik der Frankfurter Gruppe Formathaut um den Bildhauer Ottmar Hörl (* 1950 in Bad Nauheim) mit ihren sieben farbigen, geneigten Schirmen ausgewählt. Das bildnerische Mittel der Farbgebung, insbesondere die Farben Blau und Grün, stellt den Bezug zur hiesigen, sehr sensiblen Landschaft (Luft – Wasser – Wald – Pflanzen) her. Der rote und der gelbe Akzent bringen Leben und eine helle Heiterkeit ein. Die Zahl sieben verweist in die Mythologie, und die Neigung der Stäbe deutet an, dass das Leben nicht nur in unbeschwerten, geraden Spuren verläuft. Bei der Präsentation dieser Plastikgruppe am 9. September 1992 in der Öffentlichkeit erklärte Ottmar Hörl: „Wir alle brauchen von Zeit zu Zeit zu unserem Schutz einen Schirm. Ein Schirm hat den Vorteil, dass man ihn nach Gebrauch schließen kann; das sperrige Ding kann wieder in die Ecke gestellt werden. Es gibt wahrscheinlich keinen Gegenstand, der öfter vergessen und liegengelassen wird. Mit dem Schirm verbindet uns eine gewisse Hassliebe: wenn wir ihn mitnehmen, regnet es nicht, und wenn es regnet, haben wir ihn nicht dabei. Aber selbst wenn es mit ihm eine gewisse Zeit gut geht, irgendwann ist das Ding verschwunden. Für uns privat hat das nicht mehr Folgen, als dass wir nass werden oder etwas Geld verloren haben. Aber im Falle der Polizei hätte es fatale Folgen für den Bürger, wenn die Schutzfunktion klemmen oder irgendwie verloren gehen würde. Die Schirme vor dem Polizeipräsidium haben natürlich nur symbolischen Charakter, aber in ihrer Symbolik zeigen sie gewisse Verbesserungen zu unseren kleinen privaten Schirmproblemen. Sie sind zu groß, um vergessen zu werden, es sind zu viele, um übersehen zu werden und sie sind ständig aufgespannt. Zugegeben, sie sind etwas schief und haben kräftige Farben, aber eine gewisse Lebensfreude und etwas Humor hat noch niemandem geschadet.“[30]

- Die Gestaltung der Plastik wurde Christfried Präger überlassen, dessen gegenständliche Lichtenbergfigur mit ihren abstrakten Zusatzelementen auch und gerade für die Polizei wichtige Bezüge aufweist: Aufbruch in neues Denken, Überwinden des Althergebrachten das haben wir schon immer so gemacht oder das haben wir noch nie gemacht durch Querdenken und der Vorstoß in neue Gedankenwelten ohne Angst vor der Weite des Horizonts. Die Aufstellung dieser Plastik zum 250. Geburtsjahr des Philosophen zeigt, dass sich die Darmstädter Polizei auch komplizierten modernen Kunstwerken nicht verschließt. Zur Vorstellung seines Werkes ebenfalls am 9. September 1992 hat Christfried Präger ausgeführt: „Der Ausgangspunkt für die zweiteilige Arbeit, Horizonte' ist die Stelle der Neubauanlage, an der die Architekturachse eine Richtungsänderung erfährt. Ein flaches, in seiner formalen Ausprägung an die Horizontkonturen von Landschaftsformationen erinnerndes Metallband durchschneidet den Innenhof an der Knickstelle des gläsernen Verbindungsganges. Es überspannt dabei auch die Wasserfläche. Der Knickstelle gegenüber, vor der Wand platziert, steht der zweite Teil der Plastik, der ca. 10 m hohe Vertikalbogen aus Metall, an dessen Fuß eine kleine menschliche Figur auf einem Natursteinblock sitzt. Das Metallband nimmt die Formen des Horizonts auf, die sich dem Blick des Betrachters bieten, wenn er vom Casino aus über die Rheinebene hinweg auf die Hügel Rheinhessens schaut. Ein Element der umgebenden Landschaft wird aus dieser heraus gelöst und in den abgeschirmten Bereich des Innenhofes herein geholt. An dem Ort, an dem sich die Richtungsachsen von Band und Bogen begegnen, befindet sich die Figur des Philosophen Georg Christoph Lichtenberg (1742–1799), der in Ober-Ramstadt geboren wurde und einige Jahre seines Lebens als Schüler des Darmstädter Pädagogen hier weilte. Lichtenberg ist als Sinnender gezeigt. In seinen Gedankengängen brach er immer wieder zu neuen Horizonten auf. Sein kritischer Geist hatte keine Scheu vor neuen Ideen. Für ihn war der Horizont, den man ja als Zusammentreffen von Erde und Himmel bezeichnen kann, keine Grenze, sondern ein Neuanfang.“

- Das Foyer schmücken drei Gemälde von Gerd Winter aus Roßdorf (* 1951 in Groß-Gerau). Die schönen Farben beleben die großen weißen Wandflächen und bilden einen farblichen Gegenakzent zum begrünten Innenhof, der durch große Glasflächen mit dem Foyer verbunden ist. Auf der Nordseite befindet sich ein Diptychon. Beide Bilder beziehen sich aufeinander. Die ausgewogene Farbigkeit verläuft in blau-orangen Akkorden. Skripturale Kürzel senden eine geheime Botschaft an den Betrachter. Sie assoziieren den Begriff Kommunikation, ohne die auch die Polizei nicht auskommt. Auf der Südseite gegenüber befindet sich Winters großformatiges „Rahmenbild“ von 1992. Der in Spachteltechnik gemalte Rahmen mit seinen vielen übereinander angelegten Farbschichten zieht das heitere Spiel der Farbstränge von Formalhaut von der Außenseite in das Innere des Gebäudes. Ein weiteres Gemälde von Gerd Winter befindet sich in der Lichtecke beim 2. Polizeirevier im Erdgeschoss Nordseite (Der blaue Rahmen).[31]

- Weiterhin enthält das Foyer noch ein zweistufiges innenbeleuchtetes Gebilde, das unser Architekt Heiner Schmees entworfen hat. Es besteht aus Betonstein und Plexiglas (was wiederum die enge Beziehung zur Stadt Darmstadt symbolisiert) und dient der Aufnahme der Grundsteinlegungskassette, die aus dem Stein emporragt.

- Im 3. Obergeschoss Südseite haben jetzt drei Gemälde von Ralph Fleck aus Freiburg Platz gefunden. Sie stellen die typischen Bodenpflanzengemälde des bekannten Künstlers in ihrer mit starkem Pinsel reliefartig aufgetragenen Farbigkeit dar, die an den Impressionismus erinnert, und von denen man sich gar nicht mehr loslösen möchte.[32]

- In der Kantine wurde eine Plastik von Jindrian Zeithamel aus Düsseldorf installiert, eine typische Plastik aus zusammengesetzten Holzteilen in Tropfenform.[33]

- 1994 wurde für den Betriebshof an der damalige Pferdekoppel die Metallskulptur „1/4 Zylinder, Quadrat“ des Bildhauers Matthias Will (* 1947 in Kahl am Main) angekauft. Sie ist eine beeindruckende Augenweide in dem eher abgelegenen Bereich des weitläufigen Anwesens.[34]

Zur Einweihung am 1. März 1993 stellte der damalige Polizeipräsident Peter C. Bernet in seiner Festrede in Bezug auf die Schirme in der Einfahrt fest: „Mit den Schirmen ist es so wie mit der Polizei: wenn man sie braucht, sind sie nicht da!“

## Besondere Ereignisse, Projekte und Auszeichnungen
- Bombenanschlag auf das 1. Polizeirevier im Residenzschloss Darmstadt im Jahr 1974.
- Am 1. März 1983 konnte die RAF-Terroristin Gisela Dutzi in Darmstadt festgenommen werden. Sie führte eine großkalibrige Pistole, eine 100-Dollar-Banknote aus dem Lösegeld im Entführungsfall Palmer, einen gefälschten Bundespersonalausweis sowie schriftliche Unterlagen mit konspirativen Notizen bei sich.[35]

- Die RAF-Terroristin Eva Sybille Haule-Frimpong wurde nach einem Tipp eines Gastes am 2. August 1986 in einem Eiscafé in Rüsselsheim zusammen mit der damals 23-jährigen Luitgard Hornstein und dem 26-jährigen Christian Kluth festgenommen. Sie führte eine durchgeladene Pistole mit 80 Schuss Munition bei sich, ließ sich aber ohne Widerstand festnehmen.[36]

- Flugzeugabsturz vom 8. November 1991. Damals krachte um 19.21 Uhr eine Cessna 177 in das Haus Darmstadt, Karlstraße 85. In den Trümmern starben eine 54 Jahre alte Darmstädterin und ihre 80 Jahre alte Mutter; auch der Pilot und seine Begleiterin kamen ums Leben. Das Motorbrummen der Maschine sei lang über Darmstadt zu hören gewesen. Der Absturz löste eine Diskussion darüber aus, ob das Überfliegen dicht bewohnter Gebiete zu verhindern sei – erfolglos.[37]

- Der Sprengstoffanschlag gegen die JVA Weiterstadt fand am 27. März 1993 statt und war die letzte weithin Aufsehen erregende Aktion der Rote Armee Fraktion vor ihrer Auflösung im Jahr 1998. Die Justizvollzugsanstalt Weiterstadt war zum Zeitpunkt des Anschlags noch nicht offiziell eröffnet und mit Häftlingen belegt. Zehn Angehörige des Wachpersonals hielten sich dort auf. In der Nacht vom 26. auf den 27. März 1993 kurz nach 01:00 Uhr kletterten mindestens drei Männer und eine Frau über die 6,50 m hohe Außenmauer. Die Täter ließen sich anschließend mehrere Stunden Zeit, suchten das Gelände nach weiteren Personen ab und deponierten dann fünf Ladungen mit insgesamt 200 kg gewerblichem Sprengstoff. Um 05:12 Uhr explodierten die Sprengladungen. Drei Unterkunftsgebäude und der Verwaltungstrakt wurden zerstört, der Rest der Anlage mehr oder weniger schwer beschädigt. Der materielle Schaden wurde zunächst auf 100 bis 120 Millionen DM, später auf 80 bis 90 Millionen DM geschätzt. Menschen kamen bei dem Anschlag nicht zu schaden. Die Täter hatten das Wachpersonal vor der Explosion in einem Transporter in einem Waldstück ausgesetzt. Drei Tage später, am 30. März 1993, veröffentlichte das »Kommando Katharina Hammerschmidt« eine Erklärung zum Anschlag auf den Knast Weiterstadt.[38]

Wein des Polizeipräsidiums Südhessen

- Im Jahre 1995 wurde auf einer Brachfläche im südwestlichen Bereich des Polizeipräsidiums mit Genehmigung des Weinbauamtes Eltville ein Weinberg mit 99 Reben abgelegt, der seitdem jährlich 200–300 Flaschen Weißburger mit hervorragender Qualität liefert. Der Ausbau erfolgt bei der Winzergenossenschaft Groß-Umstadt. Der als Spezialprävention bezeichnete Wein wird bei Veranstaltung des Präsidiums, zu Krankenbesuchen und Ehrungen verwendet. Damit dürfte das PP Südhessen die einzige Polizeidienststelle der Welt mit eigenem Weinberg sein. In unmittelbarer räumlicher Nähe des Weinberges wurde in den Folgejahren von den Mitarbeitern mit Spenden der Behördenleitung, Gewerkschaften und anderen Sponsoren eine Grillhütte errichtet, in der vierzig Personen Platz finden. Die sogenannte Rudolf-Kilb-Hütte wird zu dienstlichen Zwecken und für gesellige Veranstaltungen der Behörde und ihrer einzelnen Dienststellen genutzt.

- Beim Polizeipräsidium Darmstadt wurde bereits im Jahr 1998 mit dem bis dato in Polizeikreisen einmaligen Projekt PUMO (Professioneller Umgang mit Opfer und Zeugen) umgesetzt. Das Projekt wurde in Zusammenarbeit mit dem Kriminalistischen Institut des Bundeskriminalamts Wiesbaden konzipiert und durchgeführt. Eine wissenschaftliche Evaluierung fand durch das Institut für Psychologie der TU Darmstadt statt. Unterstützt wurde die Studie durch die Opferhilfe Südhessen e. V. Ziele des Projektes waren es einen humaneren Umgang mit Opfern und Zeugen herbeizuführen, die fachliche und soziale Kompetenz der Mitarbeiter/-innen zu steigern, interne Arbeitsabläufe zu straffen und eine Vernetzung mit örtlichen und überörtlichen Opferhilfeeinrichtungen und Beratungsstellen einzuleiten. Das Projekt PUMO wurde im Juni 2001 abgeschlossen. Mit Beendigung des Projektes wurden Opferschutzbeauftragte ernannt, die sich innerhalb der Behörde um die Opferschutzbelange kümmern, interne Schulungen durchführen und als Ansprechpartner für alle Fragen des Opferschutzes und der Opferhilfe in- und extern zur Verfügung stehen.[39]

- Das Polizeipräsidium Südhessen wurde für die Jahre 2007 und 2008 für die hervorragende Tatortarbeit und der Durchführung erkennungsdienstlicher Arbeiten mit der Goldene Lupe geehrt. Landespolizeipräsident Norbert Nedela verlieh den Preis zum zweiten Mal in Folge am 14. Dezember 2009 in Darmstadt. Die Vergabe resultierte aus Vergleichen und Bewertung mehrerer kriminaltechnischer Bereiche sowie den erkennungsdienstlichen Arbeiten hessischer Polizeidienststellen.